# Модан Дрибурхский
Модан (VI) — настоятель монастыря Дрибурх, отшельник, память 30 августа.
Святой Модан (Modan) был сыном вождя одного из племён Ирландии. Он стал монахом и в 522 году построил часовню в Дрибурхе (Dryburgh), Шотландия, около которой впоследствии возник монастырь Дрибурх (Dryburgh Abbey).
Он вёл активную проповедь от лица кельтской церкви в окрестностях Фолкерка  и Стерлинга, а также вдоль Ферт-оф-Форта, покуда не был избран настоятелем, место которого он занял неохотно. Через несколько лет он оставил настоятельство и стал жить отшельником, поселившись около Дамбартона (Dumbarton), где и отошёл ко Господу. Его мощи почивают в храме св. Модана в Росните (Rosneath).